# Hyaloctoides semiater
Hyaloctoides semiater är en tvåvingeart som först beskrevs av Friedrich Hermann Loew 1861.  Hyaloctoides semiater ingår i släktet Hyaloctoides och familjen borrflugor. Inga underarter finns listade i Catalogue of Life.